# Johann von Erwitte
Johann von Erwitte war um 1226 Marschall von Westfalen.

## Leben
Johann von Erwitte stammt aus dem Geschlecht der Herren von Erwitte. Er war Sohn von Rudolf II. von Erwitte. Johann war mit einer Hildegunde vermählt. Beide zusammen waren um 1240 Stifter des Klosters Benninghausen. Verschiedentlich taucht er in den Quellen als Zeuge auf. Im Jahr 1223 schenkte er zusammen mit seinen Brüdern Besitzungen dem Kloster Oelinghausen. Er war um 1226 als Marschall von Westfalen weltlicher Stellvertreter des Erzbischofs von Köln in dessen Eigenschaft als Herzog von Westfalen. 